# Hapaline ellipticifolia
Hapaline ellipticifolia là một loài thực vật có hoa trong họ Ráy (Araceae). Loài này được C.Y.Wu & H.Li mô tả khoa học đầu tiên năm 1977.